# Duottar-Báljahašjávri
Duottar-Báljahašjávri eller Vustemjavri eller Ustimjävri är en sjö i Finland. Den ligger i kommunen Utsjoki i landskapet Lappland, i den norra delen av landet, 1 100 km norr om huvudstaden Helsingfors. Duottar-Báljahašjávri ligger 338,2 meter över havet. Omgivningarna runt Duottar-Báljahašjávri är i huvudsak ett öppet busklandskap. Arean är 26,6 hektar och strandlinjen är 2,55 kilometer lång. Sjön  ingår i Tana älvs huvudavrinningsområde. 